# Jos Wielders
Jan Joseph (Jos) Wielders (Sittard, 3 september 1883 - aldaar, 30 april 1949) was een Nederlands architect. 

## Biografie
Wielders, geboren in Sittard, groeide op in Nieuwstadt als zoon van een meubelmaker. Na de Teekenschool van Roermond ging hij werken bij de architect ir. Joosten uit Valkenburg. In 1910 trad hij in dienst van de gemeente Sittard, eerst als opzichter en later als stadsarchitect. Vanaf 1917 werd Wielders een zelfstandig architect.
Wielders trouwde met Elvira Straatman en is de vader van Lily Wielders, een beeldend kunstenares die voornamelijk bekend om haar glasontwerpen en glas-in-lood.
Toen Wielders in 1949 overleed, werd zijn architectenbureau overgenomen door Jacques van Groenendael jr. Deze was in 1948 in dienst gekomen bij Wielders. In 1952 huwde van Groenendael met Lily Wielders.

## Werk
Een van zijn bekendste gebouwen is de watertoren van Schimmert, maar Wielders ontwierp in zijn carrière op de eerste plaats kerkgebouwen of droeg bij aan de restauratie ervan. Zijn werkgebied lag vooral in de provincie Limburg, maar ook daarbuiten was hij actief zoals het voormalige schoolgebouw van het Koning Willem II College in Tilburg. Vele van zijn bouwwerken worden omschreven als expressionistisch.
Wielders was in zijn ontwerpen niet schuw van moderne materialen zoals het gebruik van gewapend beton. Tijdgenoten noemden hem ook wel de betonarchitect - waarbij hij wel het beton aan het zicht onttrok. Met name in zijn beginperiode is de invloed van de Amsterdamse School zichtbaar. Na de Tweede Wereldoorlog kreeg Wielders meer oog voor decoratieve elementen.

## Enkele werken
- Karmelklooster in Arnhem
- Redemptoristenklooster in Wittem
- Sint-Antonius van Paduakerk in Ophoven
- Sint-Barbarakerk in Leveroy
- Patronaatsgebouw in Heerlen
- Bernardinuskapel in Heerlen
- Christus Koningkerk (klooster van de Missionarissen van het H.Hart in Leyenbroek in Sittard
- Franciscus van Assisikerk in Reijmerstok
- Gemmakapel en Gemmaklooster in Sittard
- Heilig Hartkerk in Schandelen (Heerlen)
- Heilig Hart van Jezuskerk in Nieuwenhagerheide
- Heilig Hart van Jezuskerk in Rothem
- Heilig Hart van Jezuskerk en Domincanessenklooster in Overhoven in Sittard
- Johannes de Doperkerk in Nieuwstadt
- Onze-Lieve-Vrouw-Geboortekerk in Broeksittard
- Onze-Lieve-Vrouw-Onbevlekt-Ontvangenkerk in Kessel-Eik
- Bioscoop Forum (Engelenkampstraat 68) in Sittard
- Melkfabriek St. Rosa + Directiewoning in Sittard
- Bisschoppelijk College Sittard (uitbreiding) in Sittard
- Mollerlyceum te Bergen op Zoom

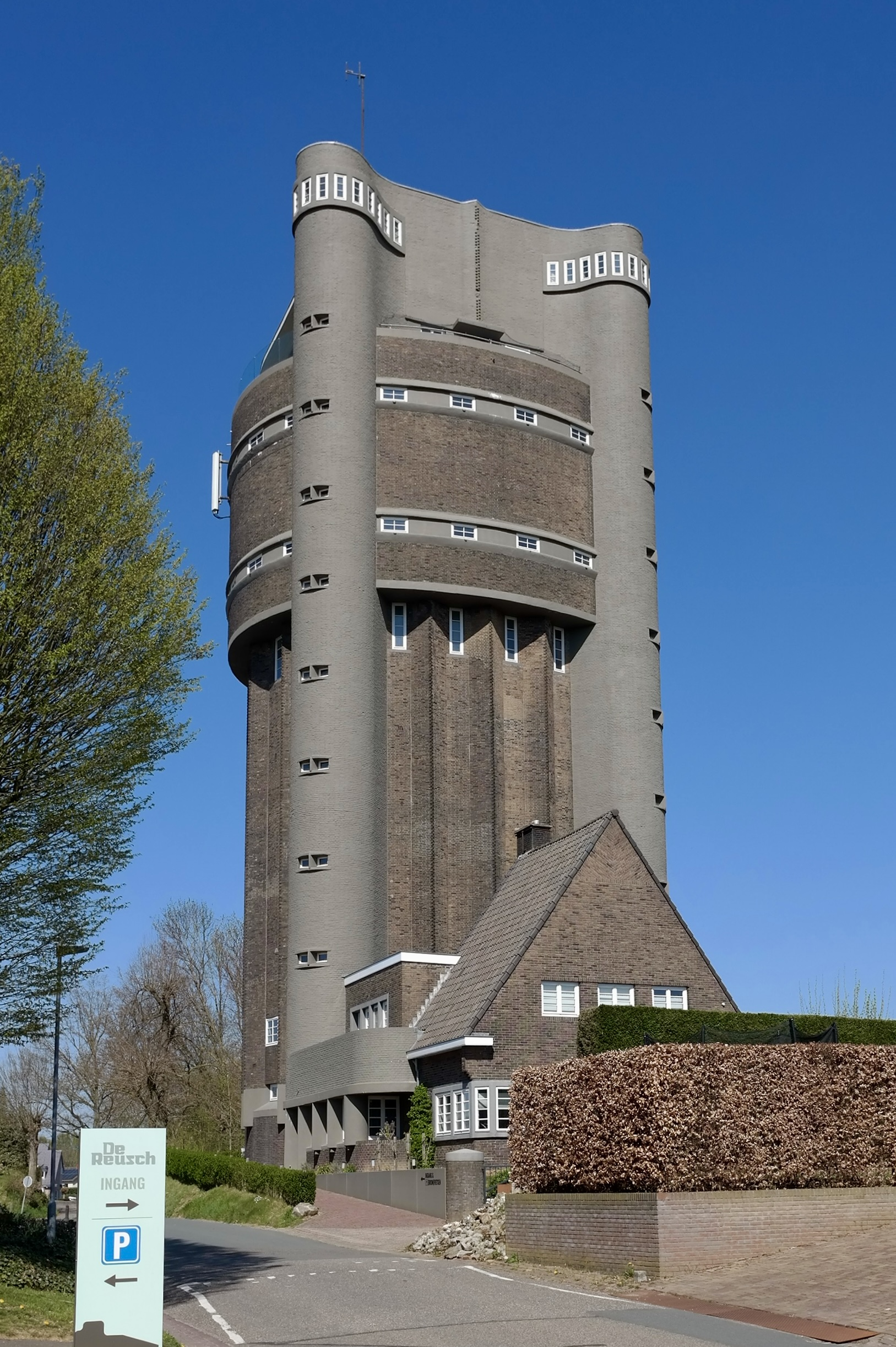
Watertoren Schimmert
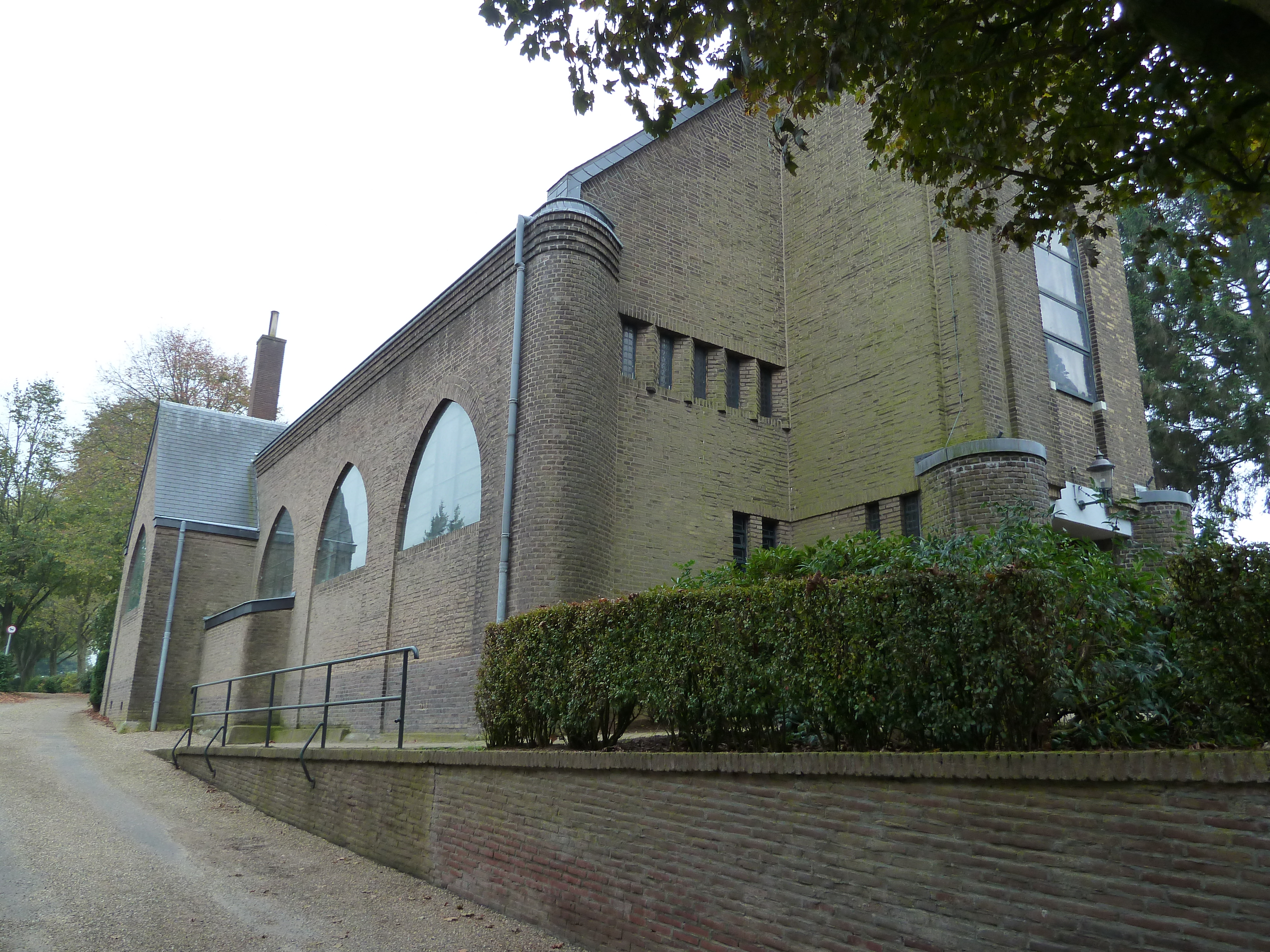
Kerk Reijmerstok
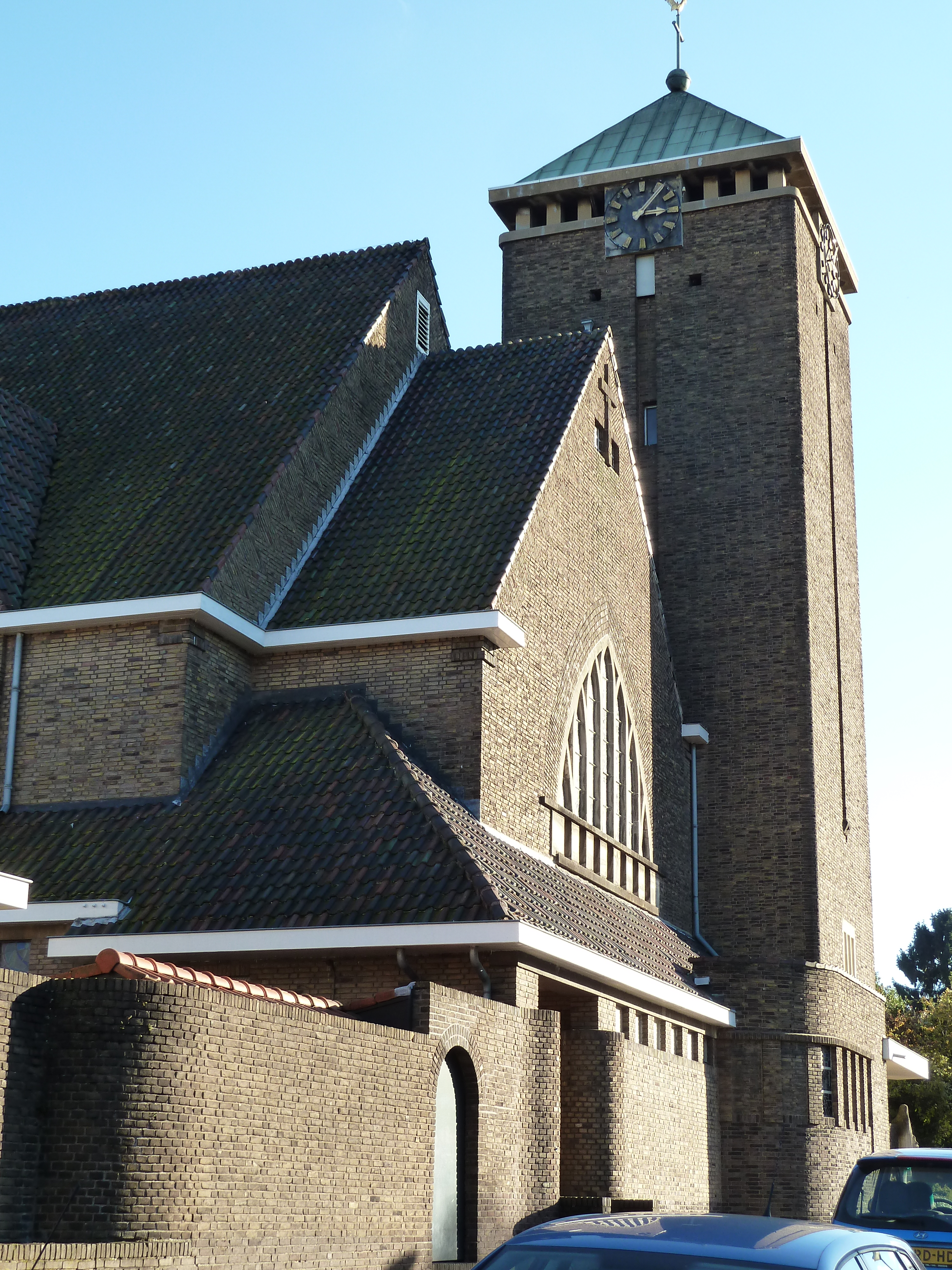
Kerk Rothem
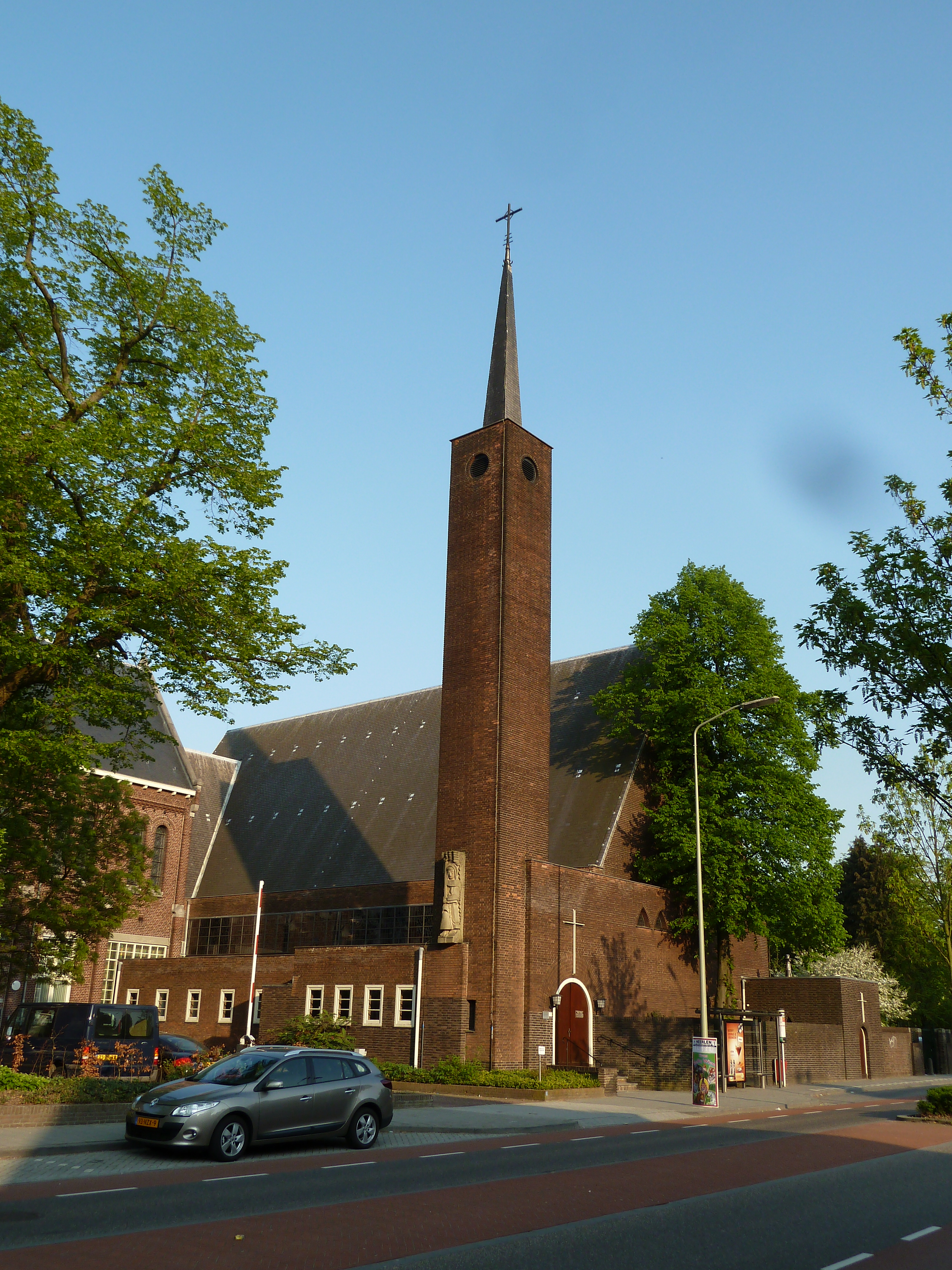
Bernardinuskapel, Heerlen
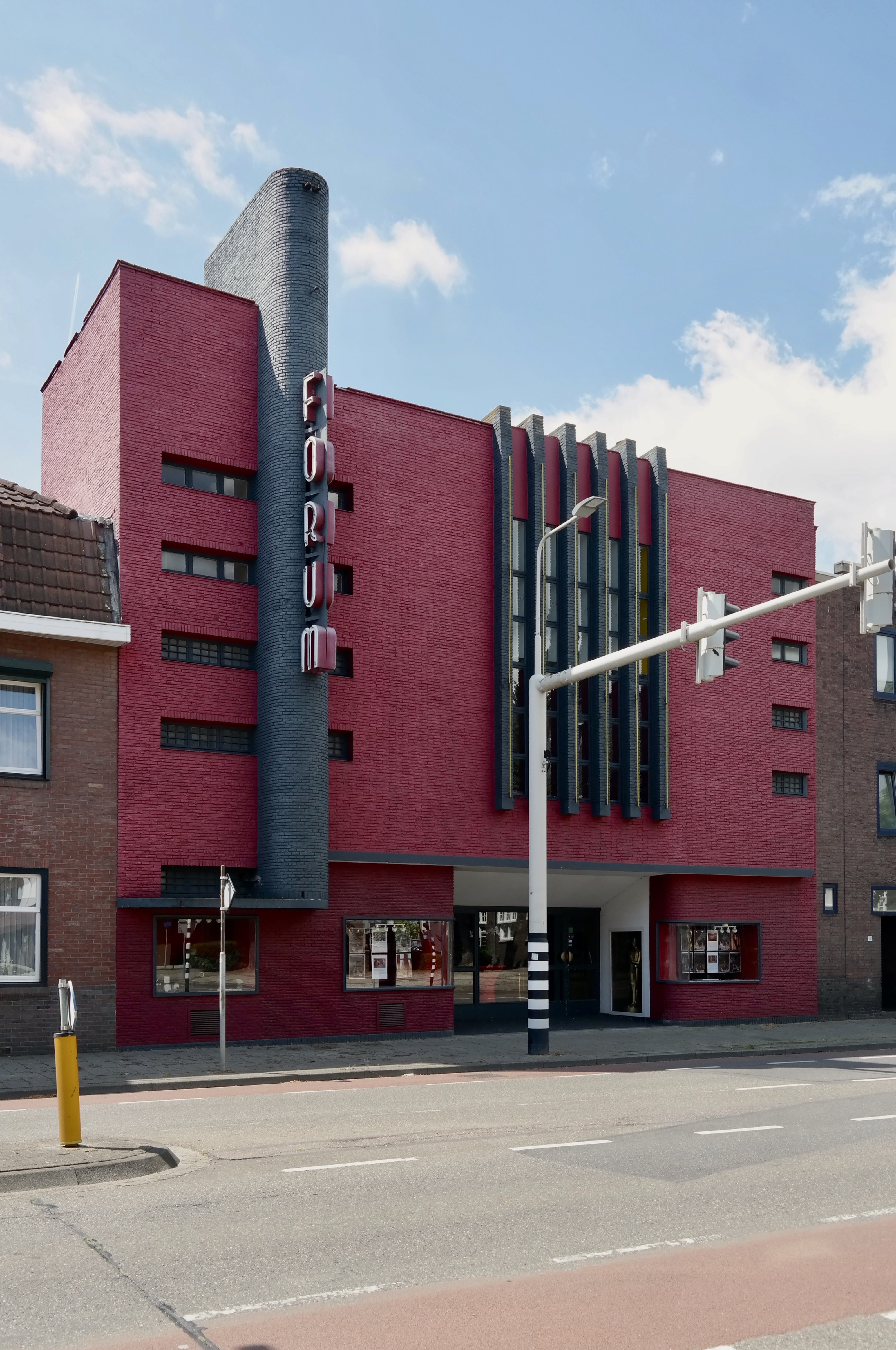
Bioscoop Forum, Sittard
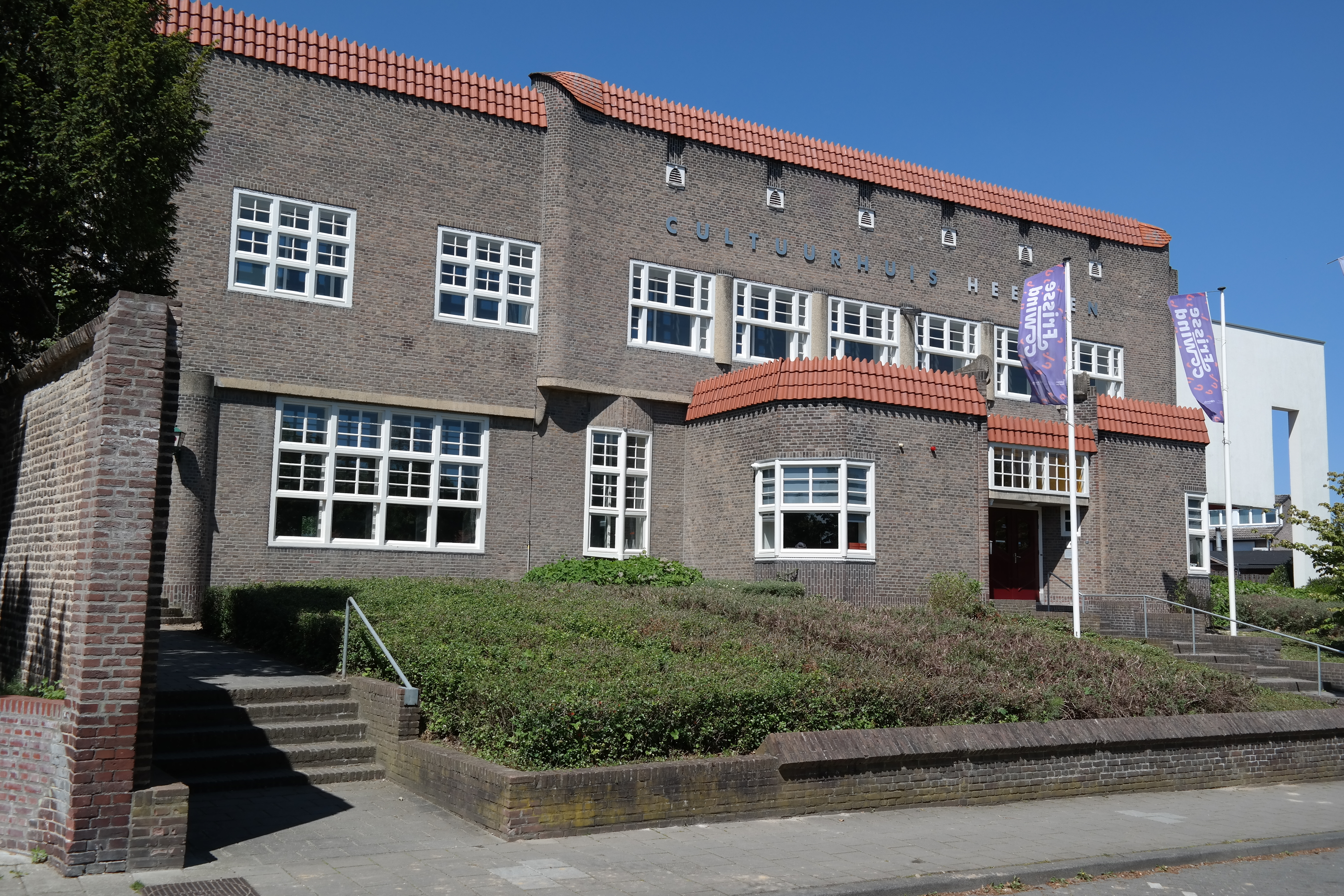
Patronaatsgebouw, Heerlen

## Publicatie
- Jos Wielders, architect BNA . Wuppertal Reklame-Verlag, Elberfeld, 1928